# Brasão de armas da Ilha de Man
O brasão de armas da Ilha de Man data de 12 de Julho de 1996. Como a Ilha de Man é uma dependência da Coroa, as armas podem ser descritas como As Armas de Sua Majestade por direito da Ilha de Man.
As armas são compostas por um escudo que contém um tríscele, um símbolo que consiste em três pernas humanas dobradas, num campo vermelho. O tríscele é um símbolo antigo da Ilha de Man. Os suportes são um falcão e um corvo. O falcão é usado, devido à importância histórica dessa ave na história da Ilha, após a concessão da mesma com todos os seus direitos por Henrique IV de Inglaterra a Sir John Stanley, com a condição de que ele prestasse homenagem e lhe desse dois Falcões Peregrinos e a cada futuro Rei de Inglaterra nos seus dias de coroação. Esta tradição continuou até à coroação de Jorge IV do Reino Unido em 1822. o corvo é usado como a ave que figura nas lendas do povo Manx. O escudo é encimado pela coroa de São Eduardo, que representa a monarca, à qual a Ilha se refere como A Rainha, Senhora de Mann.
O lema é Quocunque Jeceris Stabit (Latim: Para onde quer que atires, permanecerá)
Um estandarte das armas é usado como bandeira da Ilha de Man.

## Descrição
A descrição formal das Armas é:
"Para as Armas: Gules um tríscele Argent guarnecido e esporado Or; e para o Elmo: condecorando o Escudo de Armas uma Coroa Imperial de sua cor; e para os suportes: Dextra um Falcão Peregrino e sinistra um Corvo ambos de sua cor juntamente com este Lema: 'Quocunque Jeceris Stabit'".